# هوراس باروز
هوراس باروز (به انگلیسی: Horace Burrows) (زادهٔ ۱۱ مارس ۱۹۱۰ - درگذشته 	۲۲ مارس ۱۹۶۹) بازیکن فوتبال اهل کشور انگلستان که سابقهٔ بازی در تیم ملی فوتبال انگلستان را در کارنامهٔ خود دارد. وی در تاریخ ۱۰ مه ۱۹۳۴ نخستین بازی ملی خود را در مقابل تیم ملی فوتبال مجارستان انجام داد و با حضور در ۳ بازی ملی، در تاریخ ۱۸ مه ۱۹۳۵ واپسین بازی ملی‌اش را در برابر تیم ملی فوتبال هلند برگزار کرد.